# Aritz Elustondo
Artikeln följer den spanska namnseden; faderns efternamn är Elustondo och moderns efternamn Irribarria.
Aritz Elustondo Irribarria, född 28 mars 1994, är en spansk fotbollsspelare som spelar för Real Sociedad.

## Karriär
I januari 2016 förlängde Elustondo sitt kontrakt i Real Sociedad fram till 2020. I februari 2018 förlängde han sitt kontrakt fram till 2022. I augusti 2020 förlängde Elustondo sitt kontrakt i Real Sociedad fram till juni 2024.